# Paroisse de Madison
Pour les articles homonymes, voir Madison et Comté de Madison.
La paroisse de Madison (anglais : Madison Parish) est une paroisse en Louisiane aux États-Unis d'Amérique. Le siège est la ville de Tallulah. Elle était peuplée de 13 728 habitants en 2000. Elle a une superficie de 1 616 km2 de terre émergée et de 69 km2 d’eau. Elle est nommée en l'honneur de l'ancien président américain James Madison. 
La paroisse est enclavée entre la paroisse de Carroll Est au nord, le comté de Warren (Mississippi) à l'est, la paroisse des Tensas au sud, la paroisse de Franklin au sud-ouest et la paroisse de Richland au nord-ouest.  

## Démographie
Lors du recensement de 2000, les 13 728 habitants de la paroisse se divisaient en 60,34 % de « Noirs » et d’Afro-Américains, 37,86 % de « Blancs »,  0,16 % d’Asiatiques et 0,15 % d’Amérindiens, ainsi que 0,35 % de non-répertoriés ci-dessus et 1,13 % de personnes métissées.
La grande majorité des habitants de la paroisse (97,84 %) ne parlent que l'anglais ; la paroisse comptait seulement 0,19 % qui parle le français ou le français cadien à la maison .

## Municipalités
| - Mound - Delta - Mound | - Richmond - Tallulah |